# Ислам в Республике Конго
Ислам в Республике Конго — религия меньшинства. По разным оценкам, его исповедуют от 1.3 до 2 %. 90 % населения Республики Конго исповедует католическое христианство.

## Описание
Ислам распространился на территории современной Республики Конго из Северной Африки в середине XIX века.
Мусульманская община в стране оценивается до 2 % населения. Основная масса мусульман это рабочие мигранты
В 2005 году в Браззавиле была построена большая мечеть. Большинство рабочих мусульман прибыли в Республику Конго из Западной Африки и Северной Африки, а также из Ливана. Западноафриканские иммигранты прибывали в основном из Мали, Бенина, Того, Мавритании и Сенегала. Также была большая чадская мусульманская община. Ливанцы были в основном мусульманами-суннитами.
Мусульманские праздники не соблюдаются на национальном уровне. Однако мусульманам в эти дни предоставляют отпуск.